# Vegard Austli Kjøsnes
Vegard Austli Kjøsnes (16. august 1981) er en norsk musiker, komponist og dirigent.
Han startede sin karriere på Røros kommunale musikskole som 14-årig efterfulgt af musiklinien på Tynset videregående skole. I 2006 fuldførte han som den anden i Norge, en bachelorgrad med klassisk mundspil som hovedinstrument på Musikkonservatoriet ved NTNU i Trondheim, etterfulgt af studier i komposition og arrangering samme sted. I 2003 modtog han HÅGs rejsestipendium, og i 2008 modtog han TÆL-stipendium fra Sparebanken Midt-Norge.

## Kendte kompositioner
- 100 år på Femunden, musik til NRK-dokumentaren om båden Femund II
- Familie-operaen Guten som song så støgt, baseret på to noveller af Torvald Sund